# Santa Domenica Vittoria
Santa Domenica Vittoria – miejscowość i gmina we Włoszech, w regionie Sycylia, w prowincji Mesyna.
Według danych na rok 2004 gminę zamieszkiwały 1172 osoby, 61,7 os./km².